# Bruce Arena
Bruce Arena (født 21. september 1951 i New York City, New York, USA) er en tidligere amerikansk fodboldspiller og nuværende træner, der pr. februar 2009 er træner for Los Angeles Galaxy i den amerikanske liga, Major League Soccer. Han har trænet holdet siden 18. august 2008.
Arena er bedst kendt som træner for det amerikanske landshold fra 1998 til 2006, som han også selv repræsenterede en enkelt gang som aktiv. Han førte som træner holdet til både VM i 2002 og VM i 2006, hvor holdet ved førstnævnte nåede kvartfinalerne.